# Lycée Regnault
Pour les articles homonymes, voir Regnault.
Le lycée Regnault, ou LER, anciennement appelé lycée français de Tanger, est un établissement scolaire français à l'étranger adhérent à l'Agence pour l'enseignement français à l'étranger (AEFE), situé dans la ville de Tanger au Maroc. Ce lycée reçut son nom du ministre plénipotentiaire de l'époque : Eugène Regnault (1857-1941). Il est l’un des plus anciens lycées du réseau AEFE.
Il est situé dans le centre-ville, rue Allal Ben Abdellah,  et est centre d'examen pour le diplôme national du brevet (DNB) et le baccalauréat.

## Histoire
L'idée de bâtir un collège français (en effet, celui-ci était en premier lieu un « collège français à Tanger ») provint certainement d'Eugène Regnault. Les travaux durèrent 4 ans (de 1909 à 1913) pour aboutir à un bâtiment situé dans un entourage encore désert à l'époque. En 2013, à l'occasion des 100 ans du lycée, qui font de lui le plus vieux lycée français du Maroc, une rénovation a été effectuée. Pendant les vacances d'été de 2017, le bâtiment scientifique a été entièrement rénové.

## Quelques caractéristiques
En 2023, le lycée Regnault accueillait 695 élèves, répartis de la sixième à la terminale.
Ceux-ci sont issus du système éducatif français qu'ils ont rejoint plus tôt ou bien ont réussi un test d'accès à la Mission française réputé pour son hyper-sélectivité et à l'issue duquel des élèves ayant passé des tests de français, d'arabe, de mathématiques durant en moyenne 4 heures, sont acceptés.
Les élèves se répartissaient ainsi : 
- collège
  - sixième, 112 sur 4 classes
  - cinquième, 112 sur 4 classes
  - quatrième, 112 sur 4 classes
  - troisième, 90 sur 3 classes
- lycée
  - seconde, 84 sur 3 classes
  - première, 84 sur 3 classes
  - terminale, 80 sur 3 classes[2].

Les filières S et ES sont les seules proposées au lycée (en effet, des classes de série littéraire ne sont pas ouvertes, par manque d'effectif d'élèves qui s'orientent surtout vers une série scientifique).
Chaque niveau d'enseignement possède trois classes jusqu'à la 1re  où deux classes de filière scientifique et une classe de filière ES sont disponibles.
Le lycée propose également une formation de BTS Commerce international accueillant 21 élèves.

Pour accueillir ces élèves, 51 enseignants, 1 documentaliste, 4 personnels de vie scolaire, 7 personnels d'encadrement et administratifs, 8 personnels d'entretien, de services et techniques assurent le fonctionnement de l'établissement.

## Options et langues vivantes
Le lycée n'offre pas toutes les options dont peuvent profiter les élèves d'autres grands lycées comme le lycée Descartes de Rabat.
Les élèves peuvent choisir l'anglais, l'arabe, l'espagnol comme langues vivantes, dont la priorité est établie selon la nationalité de l'élève et d'autres facteurs (ainsi, un élève de nationalité marocaine aura en première langue vivante 1 (LV1) l'arabe de façon obligatoire).
Les options disponibles en seconde sont MPS (Méthodes et Pratiques Scientifiques) ainsi que LS (Littérature et Société). Chaque élève a le choix entre ces deux options, qui n'engagent en rien la filière choisie en classe de première. Les options facultatives en classe de première sont "théâtre", espagnol LV3 pour les OIB (cf. paragraphe suivant), et arabe LV3 pour les non-OIB.
Enfin, comme tous les lycées français du Maroc, le lycée Regnault permet aux élèves de nationalité marocaine de choisir, à partir de la seconde, l'option internationale du baccalauréat (OIB) qui s'intègre dans le cadre de la coopération franco-marocaine et qui dispense des cours de haut niveau d'arabe (6 h) et deux heures d'histoire-géographie en arabe contrairement aux élèves non-OIB qui étudieront l'histoire-géographie uniquement en français.
Cette option qui attire des élèves soucieux d'excellence et de réussite offre une formation linguistique de haut niveau afin de former des « médiateurs », bilingues entre les deux pays (France et Maroc).
Depuis 2015, les élèves n'ont plus le droit de retirer cette option lors de leur passage de la Seconde vers la Première et l'OIB se maintient comme engagement jusqu'en Terminale.

## Statistiques
Aujourd'hui, il n'est pas difficile de remarquer que le Lycée Regnault jouit d'une bonne réputation et considéré comme lycée d'excellence.
Ces quelques statistiques de l'année 2017, concernant l'examen du DNB (diplôme national du brevet) et du baccalauréat, viennent démontrer le taux de réussite caractérisant le lycée Regnault.[non neutre]

## Anciens élèves célèbres[4]
- Tahar Benjelloun, écrivain et poète marocain, lauréat du Prix Goncourt et Président du jury Goncourt
- Moncef Marzouki, homme politique tunisien, ancien président de la République de Tunisie
- Abbas El Fassi, homme politique marocain, ancien premier ministre
- Salaheddine Mezouar, homme politique marocain, ancien Ministre des Finances et Président du RNI
- Youssef Amrani, homme politique marocain, ancien ministre délégué aux Affaires étrangères
- Rachid Ben Moktar, homme politique marocain, ancien ministre de l’éducation nationale
- Elias Melul, footballeur français
- Jean-Luc Mélenchon, homme politique français
- Nicky Doll, Karl Sanchez, Drag Queen française la plus reconnue à l'étranger

## Anciens professeurs célèbres
- Claude Esteban, poète français, professeur d'espagnol